# Карлос Ретегі
Карлос Ретегі (ісп. Carlos Retegui, 19 грудня 1969) — аргентинський хокеїст на траві.
Учасник Олімпійських Ігор 1996, 2000, 2004 років.
Переможець Панамериканських ігор 1991, 1995, 2003 років, срібний призер 1999 року.